# 帆背潛鴨
帆背潛鴨（学名：Aythya valisineria），又名美洲磯雁，为鴨科潛鴨屬下的一个种。是一種潛水鴨，是北美洲發現的最大鴨類。

## 分類
蘇格蘭裔美國博物學家亞歷山大·威爾遜於1814年描述了帆背潛鴨。屬名來源於希臘語aithuia，是包括赫西丘斯和亞里士多德在內的作家提到的一種未確定的海鳥。 種名valisineria來自美洲苦草（Vallisneria americana），其冬季的芽和根莖是帆背潛鴨在非繁殖期的首選食物。苦草屬的名稱本身是以17世紀意大利植物學家安東尼奧·瓦利斯納里命名的。
這種鴨的俗名是基於早期歐洲北美居民認為它的背部顏色類似於帆布。在其他語言中，它僅是一種白背鴨；例如在法語中是morillon à dos blanc，或在西班牙語中是pato lomo blanco。 在墨西哥，它被稱為pato coacoxtle。

## 描述
體長約 48—56 cm（19—22英寸） ，重量約 862—1,600 g（1.900—3.527磅）, 翼展約 79—89 cm（31—35英寸）。是潛鴨屬中最大的種類，其大小與野鴨相似，但重量更重，更結實。統計美國紐約州西部的 191 隻雄鴨，平均重量為 1,252 g（2.760磅） ，54 隻雌鴨的平均重量為 1,154 g（2.544磅）.
帆背潛鴨有一個獨特的楔形頭和優雅的長頸。成年雄鴨有黑色的喙，栗紅色的頭部和頸部，黑色的胸部，淺灰色的背部，黑色的尾端和黑褐色的尾羽。雄鴨的側面，腹部是白色的，背部具有類似於帆布的精細編織紋，故有此俗名。腿和腳是藍灰色的。眼睛的虹膜在春天是鮮紅色，但在冬天是轉為暗紅色。
成年雌鴨也有黑色的喙，淺棕色的頭部和頸部，顏色往下轉深，到胸部和前胸則為深褐色， 側面、兩脅和背面是灰褐色。腿和腳是藍灰色的。

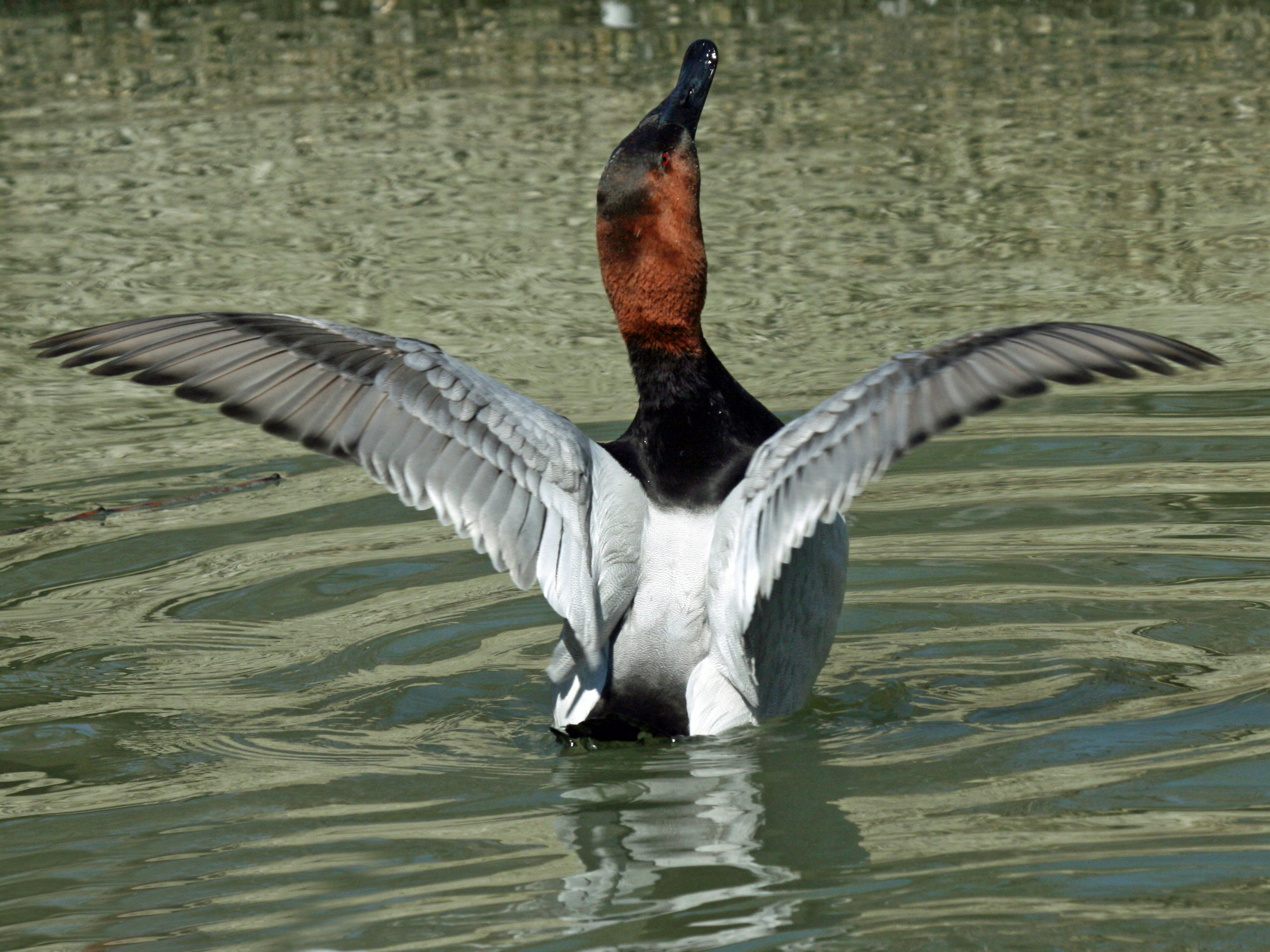
伸展雙翅的帆背潛鴨

傾斜的輪廓使此種易與與其他雁鴨區分。

## 繁殖
帆背潛鴨的繁殖棲地位於北美的大草原坑洼地區中。它們的巢由植物構成，並襯有羽絨。棲地的喪失導致其種群數量下降。帆背潛鴨通常每年更換一個新伴侶，在冬末的海灣中配對。 它更喜歡在水上築巢，特別是在被香蒲和蘆葦等浮水植物包圍的永久草原沼澤中，這些植物提供了保護。其他重要的繁殖區域包括薩斯喀徹溫省的副極地氣候地區河流三角洲和阿拉斯加內陸。
它的蛋巢大小約為5-11顆蛋，蛋呈綠色。小鴨孵化後身披絨毛，並能很快離巢。 帆背潛鴨有時會將其蛋下在其他帆背潛鴨的巢中，美洲潛鴨也經常巢寄生帆背潛鴨的巢。

## 遷徙
帆背潛鴨沿著密西西比飛行路線遷徙到美國中大西洋地區和下密西西比沖積平原 （LMAV）的越冬地，或通過太平洋飛行路線遷徙到加利福尼亞沿海的越冬地。歷史上，切薩皮克灣曾是大多數帆背潛鴨的越冬地，但由於最近該灣沉水植物（SAV）的喪失，它們的範圍已經南移至下密西西比沖積平原。鹹淡水的河口灣和沼澤，擁有豐富的沉水植物和無脊椎動物，是帆背潛鴨的理想越冬棲地。 也有少數鳥類已知橫渡大西洋，英國曾有幾次觀察到帆背潛鴨的紀錄。1996年12月，英國肯特郡的一個採石場觀察到一隻帆背潛鴨，隨後在1997年1月諾福克郡又出現一次觀察記錄。自那以後，英格蘭至少又確認了五次觀察記錄。

## 飲食

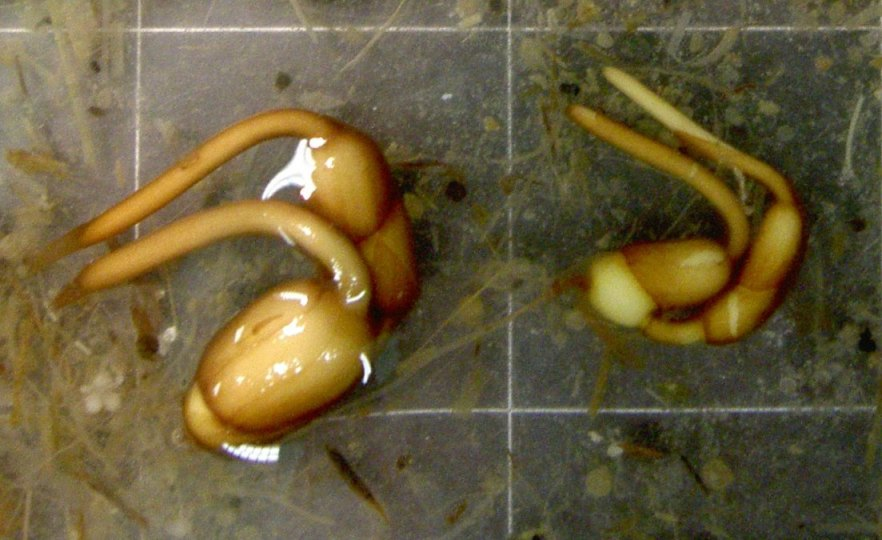
篦齒眼子菜 (Stuckenia pectinata)的塊莖, 帆背潛鴨最喜歡的食物

帆背潛鴨主要以潛水方式覓食，有時也會以涉水方式覓食，主要食用種子、芽、葉子、塊莖、根、蝸牛和昆蟲幼蟲。 除了名字來源的美洲苦草外，帆背潛鴨特別喜歡篦齒眼子菜的塊莖，有時這種植物的塊莖可以占它飲食的100%。 帆背潛鴨擁有適應潛水的大型蹼足，其喙有助於從底質中挖出塊莖。1930年代後期的研究顯示，帆背潛鴨食物的五分之四是植物材料。
在1950年代初期，估計切薩皮克灣有225,000隻帆背潛鴨過冬，這代表了整個北美洲種群的一半。到1985年，這裡過冬的鴨子僅剩50,000隻，也就是種群的十分之一。20世紀初，帆背潛鴨被廣泛獵殺，但現在聯邦狩獵法規限制了它們的捕獲，因此狩獵被排除在種群下降的原因之外。科學家們現在認為，鴨子種群的減少是由於水下植物面積的減少。今天，帆背潛鴨的種群已經穩定下來，甚至略有增加，但仍然遠不及以前的水平。研究顯示，到1970年代，鴨子飲食的五分之四由波羅的海蛤蜊組成，這種蛤蜊在切薩皮克灣非常常見：鴨子通過改變飲食來適應水下植物的減少。而美洲潛鴨，同樣以水下植物的塊莖為食，卻未能適應，種群數量依然偏低。

## 美食
在19世紀中期的美國，帆背潛鴨鴨是一道特別受人尊崇的狩獵佳餚。它們很少出現在日常菜單上，常出現在宴會中。這些鴨子通常來自馬里蘭州和切薩皮克灣，其風味被認為源自它們以美洲苦草為食。然而，到19世紀末期，它們變得「稀有、昂貴或難以獲得」。
伊迪絲·華頓曾提到在1870年代的紐約市，帆背潛鴨配黑加侖醬是一道特別奢華的晚餐。帆背潛鴨，連同馬里蘭鱉（Terrapin à la Maryland），構成了優雅的「馬里蘭盛宴」菜單裡的經典元素，這種「精英標準……持續了幾十年」。

## 保育
帆背潛鴨的種群數量波動很大。1980年代的低水平使帆背潛鴨登上了特別關注名單，但到1990年代數量大幅增加。 帆背潛鴨特別容易受到北美大草原乾旱和濕地排水的影響。
許多種類的鴨子，包括帆背潛鴨，都有很強的遷徙習性，但通過保護它們的築巢繁殖地，即使在遠離繁殖地時被獵殺，也能有效保護這些鴨類。 保護關鍵的覓食和繁殖地是保護許多遷徙鳥類的關鍵。